# 巨海道綱
巨海 道綱（こみ みちつな）は、戦国時代の武将。三河吉良氏の家臣。

## 出自
巨海氏は大河内氏の支流で三河国幡豆郡巨海を本貫地とする。「巨海」は「おおみ」と読むとしている資料（『静岡県史』など）もあるが、本貫地は「こみ」と読み「古海」「古見」とする文書も存在することから、「こみ」が正しいと思われる。

## 略歴
道綱は大河内氏から巨海氏に養子に入ったものと思われる。同時代の文書に「巨海越中守」の名前が表れるが、あるいは養父かも知れない。なお、道綱は同じ吉良氏の重臣、高橋氏の出であるという異説も存在する。道綱が引馬城で滅んだため、系譜は不明である。
兄・貞綱と同じく遠江国で活躍、河匂荘の代官を務めていた。今川氏親の遠江侵攻に頑強に抵抗し、斯波義達と結び引馬城に篭もるが、永正14年（1517年）8月19日に陥落、兄と共に自害した。